# 第九突击队
《第九縱隊》（俄語：9 рота）是一部2005年俄國战争电影，影片基于3234高地战斗改编。讲述在蘇聯入侵阿富汗戰爭末期，蘇军新兵在蘇阿邊界从受訓到参战，最後整支连队都被阿富汗聖戰者殲滅，只有主角因為帶著老兵的護身符得以幸存。最後的旁白也提及到蘇聯在此戰的失敗、蘇聯解體、以及蘇阿邊境因訓練新兵興起的城鎮在戰後消失等历史事件。

## 反响
电影在俄国取得热烈反响。影片在俄罗斯首周五天收获770万美元的票房，创造了俄国票房的新记录。获得俄罗斯电影金鹰奖最佳影片奖。

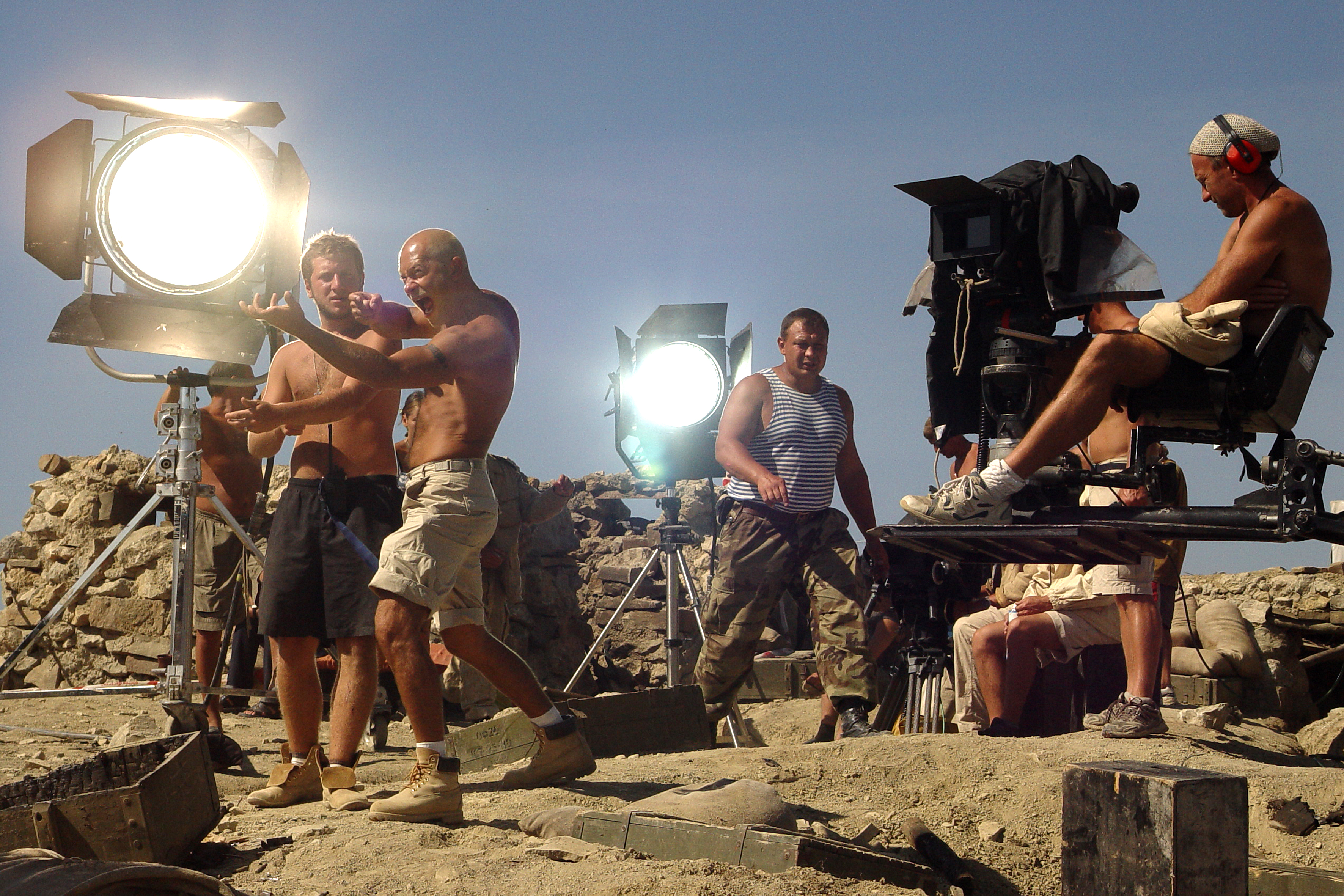
《第九連》拍攝現場。